# Канівське
Ка́нівське — село в Україні, у Біленьківській сільській громаді Запорізького району Запорізької області. Населення становить 637 осіб.

## Географія
Село Канівське розташоване за 28 км від обласного центру, на правому березі річки Дніпро, вище за течією на відстані 7 км розташоване село Розумівка, нижче за течією на відстані 2 км розташоване село Лисогірка. Через село пролягає автошлях територіального значення Т 0806.

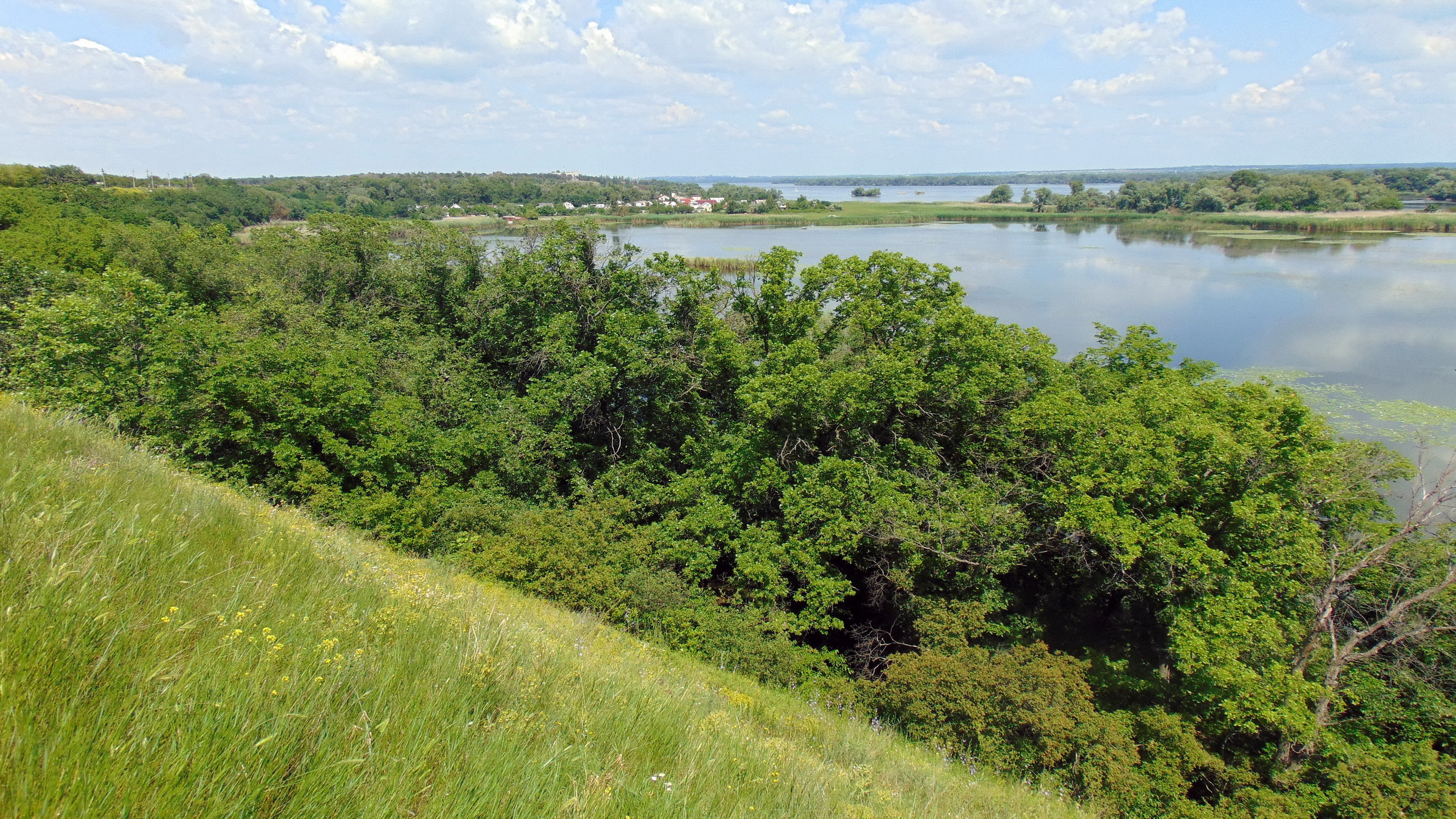
Пристіний ліс над озером

Уздовж узбережжя тягнуться так звані Дніпровські плавні — унікальний природний комплекс, представлений заплавними лісами, озерами, болотами та островами. Це залишки славетного Великого Лугу, який у 1950-х роках поглинуло Каховське водосховище.

## Історія
Село засноване у 1908 році.
У 1930 році два селища Крутий Яр і Олексіївське об'єднані в село Канівське.
22 липня 2022 року, ввечері, російські окупанти намагалися атакувати Запоріжжя, завдавши близько 20 ракет з реактивної системи залпового вогню БМ-21 «Град», більшість з яких втопилася у річці Дніпро, поблизу селищ Канівське та Малокатеринівка.

## Населення

### Мова
Розподіл населення за рідною мовою за даними перепису 2001 року:
| Мова       | Кількість | Відсоток |
| ---------- | --------- | -------- |
| українська | 544       | 85.4%    |
| російська  | 93        | 14.6%    |
| Усього     | 637       | 100%     |

## Об'єкти соціальної сфери
- Комплекс відпочинку «Оріяна».
- Ретро база «Золотий пляж».
- База відпочинку «Утес».
- Клуб.

## Пам'ятка

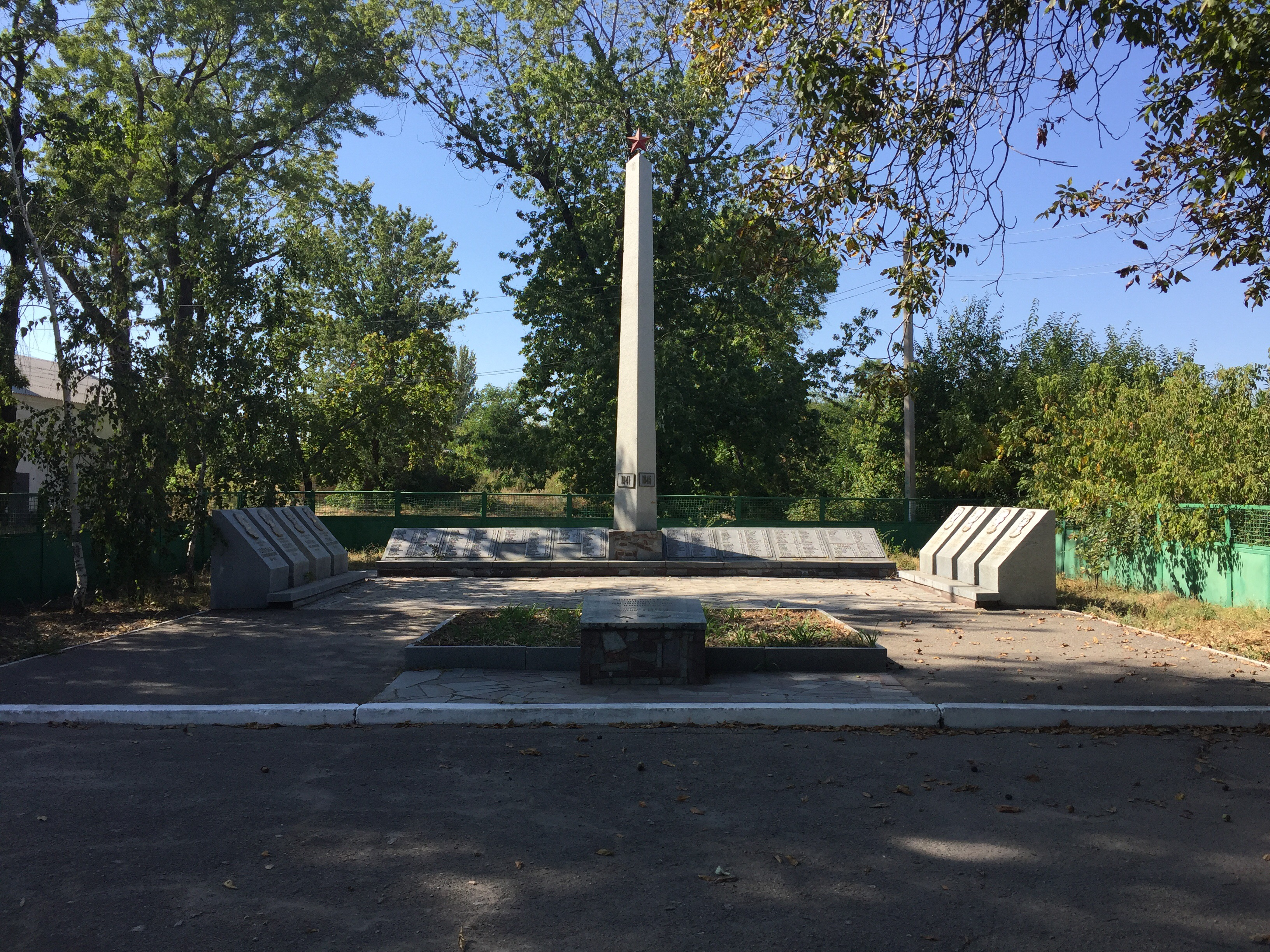
Військовий меморіал в селі Канівське

У селі міститься братська могила, серед похованих Герой Радянського Союзу Адаменко Василь Васильович, який загинув 1943 року.